# Ghosts (Cousins)
Ghosts is een rocknummer gecomponeerd door Dave Cousins. Het vormt de eerste track van het gelijknamige album van de band Strawbs. Het is gecomponeerd als een minisuite. Het bestaat uit drie delen:
1. Sweet dreams
2. Night light
3. Guardian angel.

## Geschiedenis
Dave Cousins schreef de song toen hij in een hotel verbleef in Indianapolis tegenover het beeld ter nagedachtenis van slachtoffers uit diverse oorlogen. Op een van de fragmenten staat een gevleugelde engel, die waakt over de slachtoffers. Het lied begint dan ook als slaaplied, wat langzaam uitmondt in een nachtmerrie, later kom je weer tot rust.

## Suite
De suite heeft een vorm die ook voorkomt binnen de klassieke muziek, de thema's kunnen verdeeld worden naar A-B-C-D-E-F-C-B.
- Thema A (prelude) wordt gevormd door een klavecimbel, waarbij een willekeurige aantal noten door elkaar gemixt zijn, uiteindelijk wordt deze brij uiteengerafeld en vormt zich dit thema; een akoestische gitaar/banjo neemt het thema over en de klavecimbel verdwijnt naar de achtergrond;
- Thema B wordt gevormd door het eigenlijke slaaplied begeleid door gitaar aan het eind daarvan komt de mellotron en elektrische gitaar die een nieuw thema [C] over thema B spelen; de mellotron krijgt de overhand en overschaduwt het geheel;
- Thema D is de omschakeling van toonsoort van majeur naar mineur (de nachtmerrie begint);
- Thema E vormt de brug met ritmische verschuivingen (hartkloppingen?) en dreigende akkoordenopbouw naar de
- rocksong (F); deze bestaat uit 2 coupletten, een cadenza (solo) voor de elektrische gitaar en 3e couplet; de rocksong wordt afgesloten door een tremolo als een soort coda in de zangstem (I hope your dreams are not like mine), waarna
- thema C terugkeert. Dit thema klinkt hier niet als een dreiging, maar als muzikale oplossing en terugkeer naar optimistischer klinkende majeur akkoordenschema’s. Uiteindelijk komt dan daar weer
- thema B tevoorschijn, begeleid dit keer door een licht klinkende mellotron en zangkoor.

## Bron en discografie
- Ghosts het album van Strawbs;
- Baroque & Roll een album van Acoustic Strawbs
- Full Bloom, idem.